# Styl królowej Anny
Styl królowej Anny – styl w architekturze, meblarstwie i złotnictwie popularny w okresie panowania brytyjskiej królowej Anny Stuart (1702-1707), cechujący się późnorenesansową formą o charakterze klasycyzującym połączoną z typową dla baroku kompozycją przestrzenną.
W architekturze styl królowej Anny przejawiał się w założeniach pałacowo-ogrodowych o cechach monumentalnych. Przykładem takich budowli są zaprojektowane przez Johna Vanbrugha Castle Howard (1702-1714) oraz Blenheim Palace (1705-1724).
W meblarstwie stylu królowej Anny używano najczęściej drewna orzechowego. Ceniono prostotę i elegancję kosztem reprezentacyjności, dbano także o użyteczność. Jako motyw dekoracyjny chętnie wykorzystywano chinoiserie. Styl ten wpłynął na XVIII-wieczną twórczość meblarzy takich jak Thomasa Chippendale, George Hepplewhite, Thomas Sheraton czy Robert i James Adam.
W złotnictwie styl królowej Anny doprowadził do rezygnacji z reliefowych dekoracji skłaniając się ku prostej formie. Rozwinięty w latach 1715-1725 styl królowej Anny wykorzystujący rozbudowane ornamenty nazywany jest decorated Queen Anne.

## Galeria

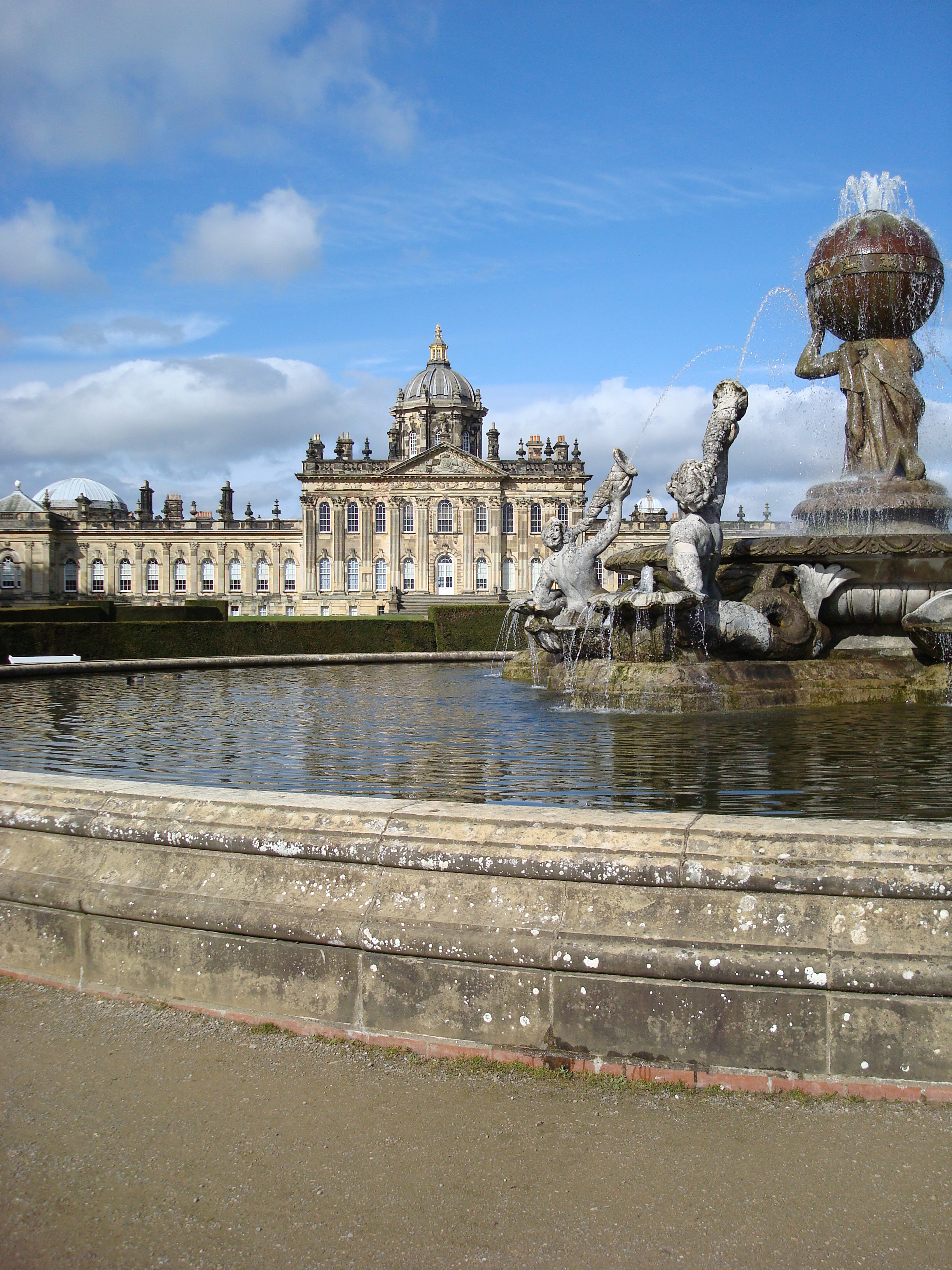
Castle Howard w 2008
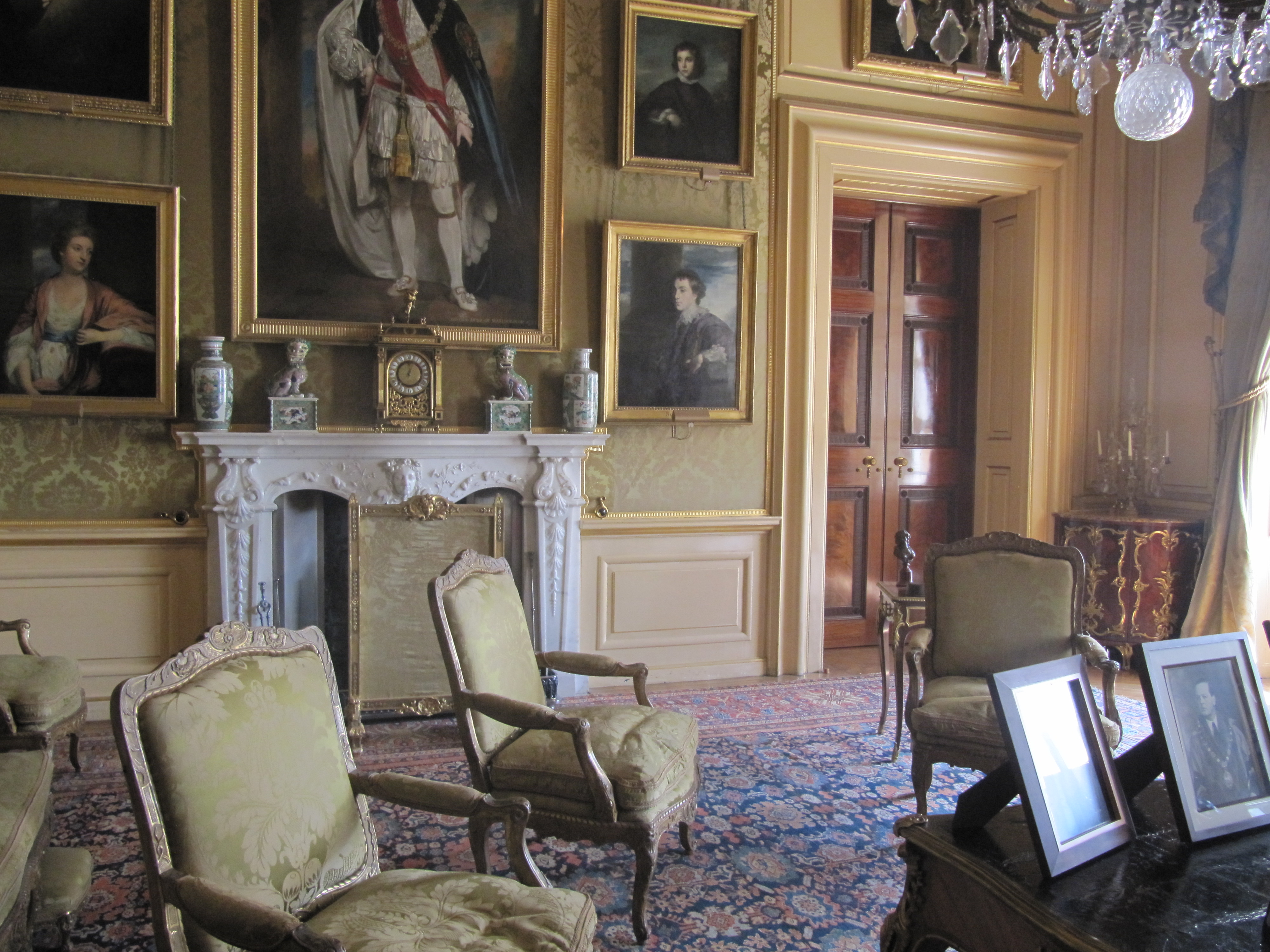
Wnętrzne Blenheim Palace na 2013
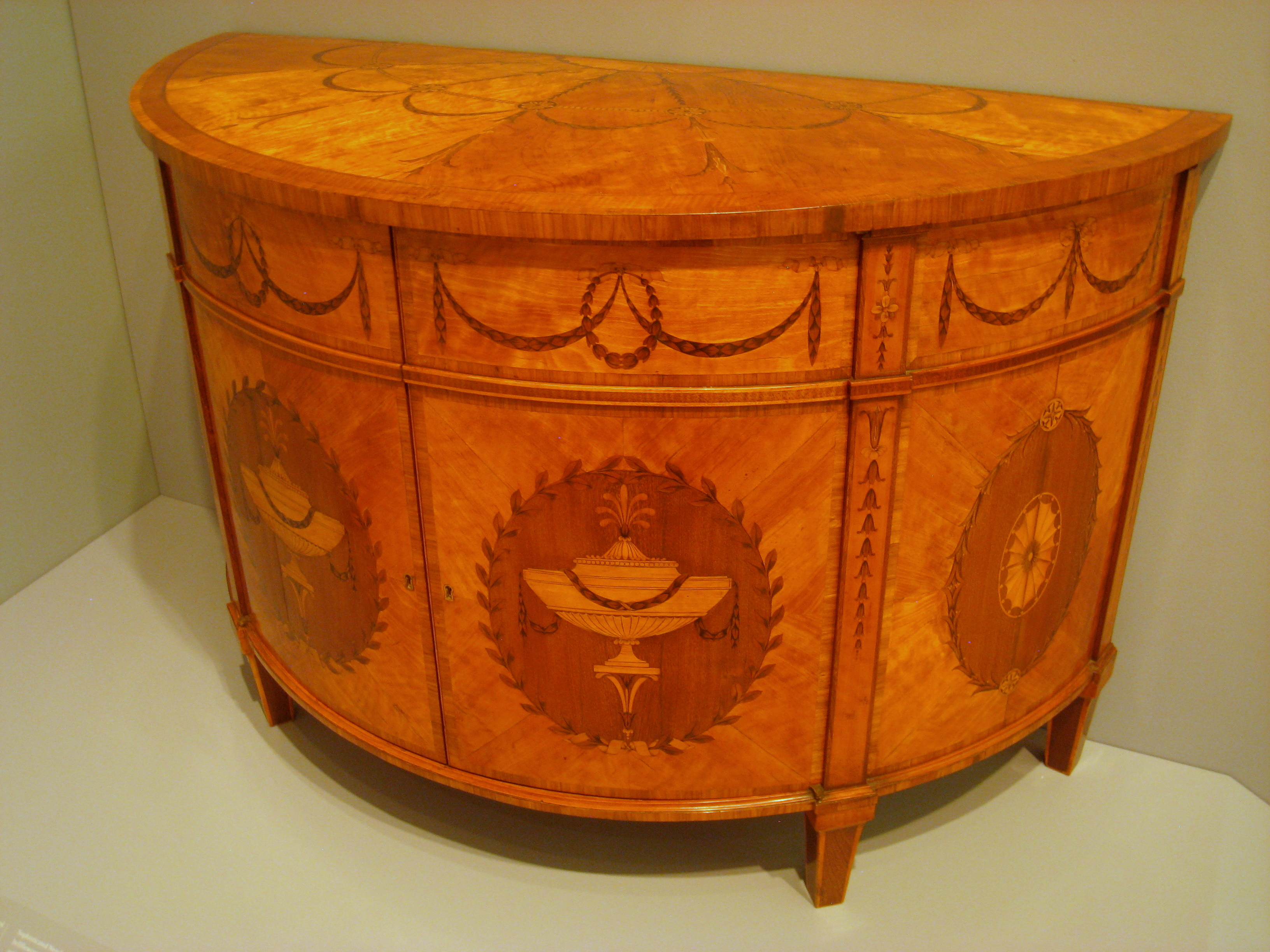
Komoda autorstwa Chippendale'a z ok. 1778
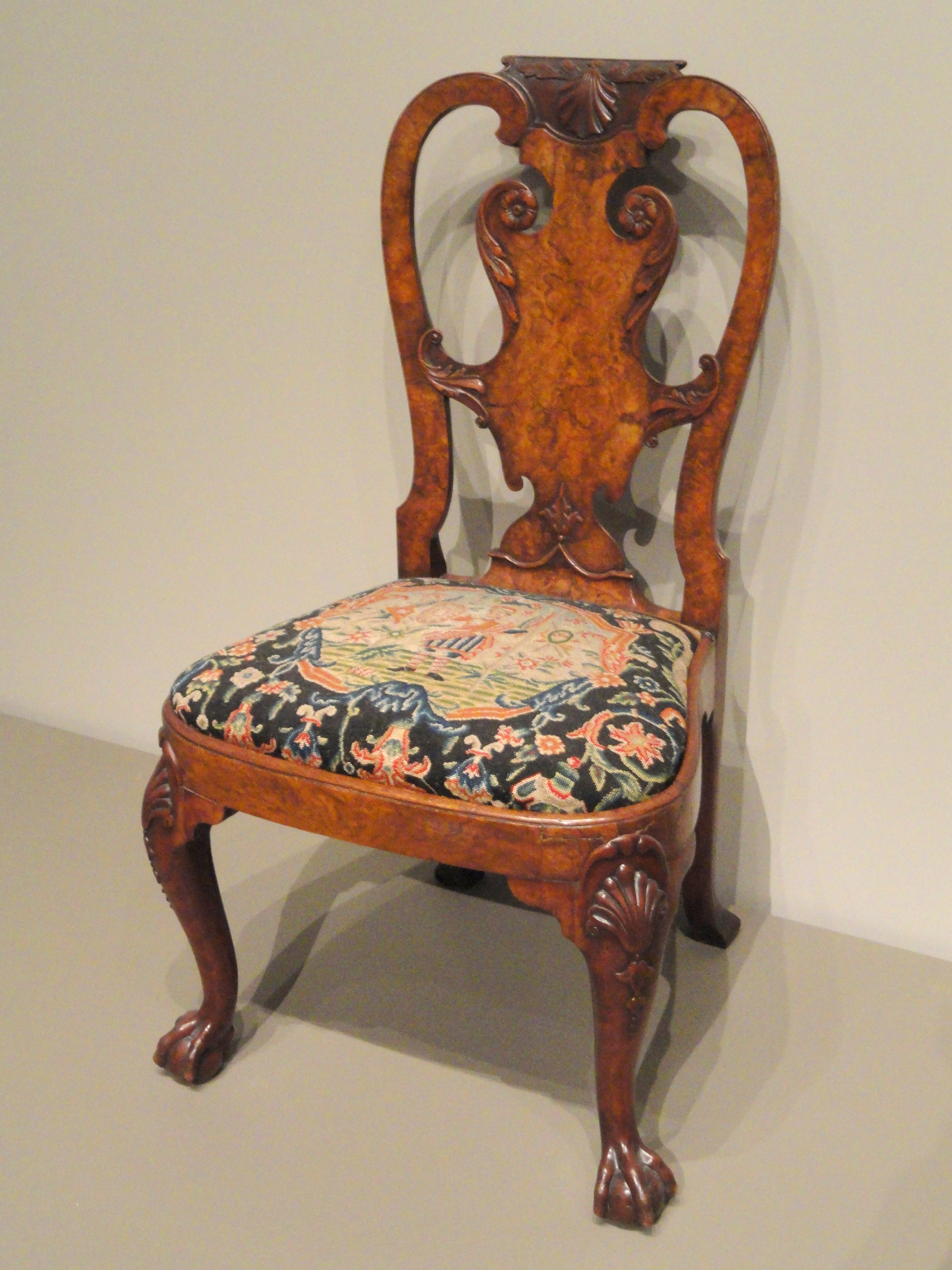
Krzesło autorstwa Gilesa Grendey'ego z ok. 1740